# Ареноксиди

5,6-епоксициклогекса-1,3-дієн, найпростіший ареноксид

Аренокси́ди (рос. ареноксиды, англ. arene oxides, arene epoxides) — епоксиди, похідні аренів, отримані внаслідок 1,2-приєднання атома O до формального подвійного зв'язку.
Ареноксиди є реактивними інтермедіатами в реакціях гідроксилювання аренів, а також продуктами реакцій метаболізму ароматичних сполук.